# Paolo Malanima
Paolo Malanima (* 17. Dezember 1950) ist ein italienischer Wirtschaftshistoriker und Direktor des zum Consiglio Nazionale delle Ricerche zählenden Istituto di Studi sulle Società dell Mediterraneo in Neapel. Zu Malanimas Hauptforschungsinteressen zählen die Langzeitentwicklungen der Wirtschaftsgeschichte, insbesondere die Entwicklung der italienischen Wirtschaft seit der Klassischen Antike, die Geschichte der Energie und die Weltgeschichte.

## Leben
Malanima studierte von 1969 bis 1973 Geisteswissenschaften an der Scuola Normale Superiore di Pisa und an der Universität Pisa. Von 1977 bis 1994 war er Professor für Wirtschaftsgeschichte und Wirtschaft an der Universität Pisa, ab 1994 bis 2002 an der Universität „Magna Graecia“ Catanzaro in Kalabrien.
Seit 2002 ist Malanima Direktor des Istituto di Studi sulle Società dell Mediterraneo (ISSM) in Neapel.
Malanima ist seit dem Jahr 2000 Präsident der an der Universität Groningen angesiedelten European School for Training in Economic and Social Historical Research (ESTER), und seit 2009 Mitglied des Exekutivausschusses des Programmes Ramses 2, das von der Maison de la Méditerranée in Aix-en-Provence koordiniert wird, sowie des wissenschaftlichen Komitees des "Istituto Internazionale di Storia Economica F. Datini".
Seit 2010 gehört Malanima dem Herausgeberkreis der wissenschaftlichen Zeitschriften Società e Storia und Rivista di Storia Economica an, seit 1993 ist er korrespondierender Herausgeber der vom Internationalen Institut für Sozialgeschichte sowie Cambridge University Press publizierten Zeitschrift International Review of Social History. Zudem ist er Mitglied des Rates der Investigaciones de Historia Economica. Zwischen 2003 und 2009 war er Gremiumsmitglied der Italienischen Gesellschaft für Ökonomie, Demografie und Statistik. Seit 2005 ist er Herausgeber des Rapporto sulle economie del Mediterraneo, eines jährlich erscheinenden Periodikums zur Wirtschaft des Mittelmeerraums. 2014 wurde er in die Academia Europaea gewählt.

## Veröffentlichungen (Auswahl)
Malanima publiziert in Italienisch und Englisch, auf Deutsch erschien 2010 mit der Monographie Europäische Wirtschaftsgeschichte eine Übersetzung des 2009 bei Brill erschienenen Werkes Pre-Modern European Economy. Er hat mehrere Sammelwerke (mit-)herausgegeben.
- Le energie degli italiani. Due secoli di storia, Mailand 2013.
- Europäische Wirtschaftsgeschichte. 10.–19. Jahrhundert, Wien 2010.
- Pre-Modern European Economy. One Thousand Years (10th–19th Centuries), Brill, Leiden Boston 2009.
- Energy Consumption in Italy in the 19th and 20th Centuries, Neapel 2006.
- L’economia italiana. Dalla crescita medievale alla crescita contemporanea, Bologna 2002.
- Energia e crescita nell’Europa preindustriale, Rom 1996.